# Juscimeira
Juscimeira là một đô thị thuộc bang Mato Grosso, Brasil. Đô thị này có diện tích 2205,018 km², dân số năm 2007 là 11999 người, mật độ 5,44 người/km².